# Mülheimer Bach
Der Mülheimer Bach ist ein etwa viereinhalb Kilometer langer linker und nördlicher Zufluss der Ahr im nordrhein-westfälischen Kreis Euskirchen.

## Geographie

### Verlauf
Der Mülheimer Bach entspringt auf einer Höhe von etwa 526 m ü. NHN am Nordrand des Blankenheimer Ortsteils Mülheim. Er fließt zunächst unterirdisch verrohrt in südöstlicher Richtung parallel zur Pützgasse, der Hauptstraße des Ortes. Südöstlich der  Ecke Pützgasse/Michelsweg taucht er an der Oberfläche auf. Kurz danach verlässt er die Ortschaft, läuft dann stark begradigt gut dreihundert Meter in westlicher Richtung durch Grünland und wird auf seiner linken Seite vom Schleidbach gespeist. Der Mülheimer Bach bewegt sich nun in südlicher Richtung am Rande eines Waldes. Bei der Mühlheimer Mühle wechselt er seine Laufrichtung nach Südwesten und fließt etwa einen halben Kilometer am Nordrand des Waldes entlang, vorbei am Gut Atzental und dann am Fuße des Schäsberges. Auf seinen Weg fließen ihn dabei eine Reihe von kleinen Waldbächen zu. Er betritt nun den Binzenholzwald, fließt etwa siebenhundert Metern weiterhin in Richtung Südwesten und biegt dann nach Süden ab. Ungefähr einen halben Kilometer bachabwärts passiert er die Teiche des Forellenhofes und mündet schließlich gut einen Kilometer südöstlich von Blankenheim auf einer Höhe von etwa 420 m ü. NHN von links in die Ahr.
Der Mühlheimer Bach durchfließt das Naturschutzgebiet Obere Ahr mit Mühlheimer Bach, Reetzer Bach und Mühlenbachsystem.

### Zuflüsse
- Schleidbach (links), 1,4 km
- Lochersiefen (links), 0,7 km